# Nortriptylin

strukturformel

Nortriptylin är ett tricykliskt antidepressivt medel. Medlet är inte narkotikaklassat. Varunamn för ämnet i Sverige är Sensaval. Tidigare förekom också varunamnet Noritren.
Nortriptylin har starkare effekt på återupptaget av noradrenalin än av serotonin. Nortriptylin är mer känsligt för rätt dosering än de flesta andra antidepressiva preprat. Både för liten och för hög dos ger sämre effekt.
Nortriptylin är en så kallad metabolit till den antidepressiva medicinen amitriptylin (Tryptizol, Saroten), vilket innebär att amitriptylin i kroppen ombildas till bland annat nortriptylin.

## Källa
- Fakta från FASS